# 1855 en science
| Années de la science : 1852 - 1853 - 1854 - 1855 - 1856 - 1857 - 1858    |
| Décennies de la science : 1820 - 1830 - 1840 - 1850 - 1860 - 1870 - 1880 |

Cet article présente les faits marquants de l'année 1855 en science.

## Événements
- Janvier : mise au point à la fonderie de Ruelle des premiers canons rayés conçus pour la guerre de Crimée[1]. Ils permettent de tirer plus loin et avec plus de précision. Les obus explosifs remplacent les boulets inertes (canon Paixhans, 1822). À partir de 1866, devant les progrès foudroyants de l'artillerie, les forts de type ancien sont périmés et de nouveaux concepts de construction doivent être mis au point.
- 16 février : à la suite d'une forte tempête qui a détruit 38 cargos et 3 vaisseaux de guerre au large de Sébastopol (14 novembre 1854), l'astronome Le Verrier propose à Napoléon III la création d'un vaste réseau météorologique destiné à avertir les marins de l'arrivée des tempêtes[2].
- Février : l'infirmière britannique Florence Nightingale réforme les standards d'hygiène dans les hôpitaux du front de Crimée[3].
- 12 mars : le géologue Constant Prévost annonce à l'Académie des sciences de Paris la découverte par Gaston Planté dans les dépôts d'argile de Meudon des premiers fossiles de gastornis parisiensis[4], apparenté au fossile diatryma d’Amérique du Nord décrit en 1876 par Edward Drinker Cope[5].

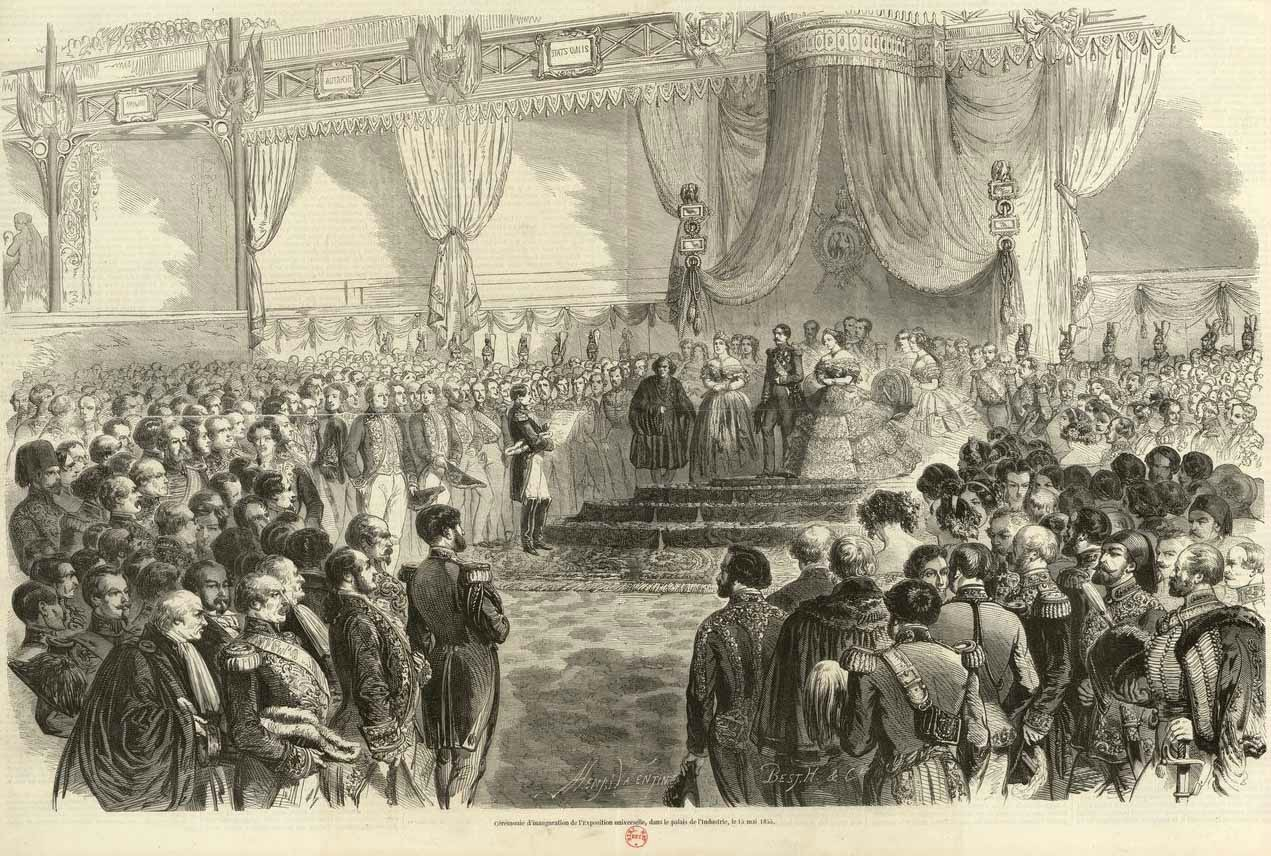
Cérémonie d'inauguration de l'Exposition universelle de Paris

- 15 mai-15 novembre : Exposition universelle de Paris[6].
- Mai : la construction de l'horloge astronomique de Ploërmel est achevée[7].
- Septembre : Alfred Russel Wallace  publie dans The Annals and Magazine of Natural History un article intitulé On the law wich has regulated the introduction of new species (« Sur la loi qui a régulé l'introduction de nouvelles espèces ») daté de février 1855 sur la biogéographie du Sarawak ; il conclut que « chaque espèce est apparue tant dans l'espace que dans le temps avec une espèce apparentée proche ». En novembre, Edward Blyth lit l'article et le porte à l'attention de Charles Darwin en avril 1856, qui lui parle de la sélection naturelle[8].
- 16 octobre : ouverture de l’École polytechnique fédérale de Zurich[9].
- 17 novembre : l’explorateur britannique David Livingstone découvre les chutes Victoria en Afrique méridionale[10].
- Découverte près de Riedenburg en Bavière du premier fossile d'archaeopteryx, identifié par Hermann von Meyer comme un ptérodactyle et reclassé en 1970 par John Ostrom[11].

### Sciences physiques
- 16 mars : le chimiste britannique William Odling donne une conférence à la Royal Institution intitulée The Constitution of Hydrocarbons. Il propose un « modèle méthane » pour le carbone[12].
- 19 mars : le physicien écossais James Clerk Maxwell lit son article Experiments on Colour, as perceived by the Eye, with Remarks on Colour-Blindness devant la Royal Society of Edinburgh. Il utilise pour ses recherches les disques rotatifs pour comparer les différents mélanges des trois couleurs primaires[13].
- 16 avril : dans un rapport sur le pétrole de Pennsylvanie, le chimiste américain Benjamin Silliman, professeur à Yale, décrit l'analyse du pétrole par distillation fractionnée qu'il a réalisé[14]. Il anticipe la méthode de craquage, qui rend possible l'industrie pétrochimique moderne[15].

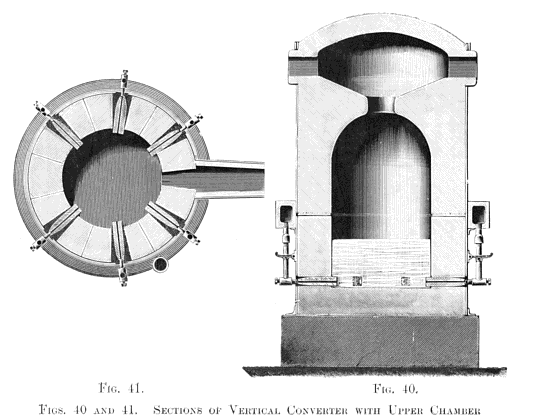
Convertisseur Bessemer expérimental.

- Découverte de la première réaction de couplage, le couplage de Wurtz[16].
- Peter Desaga, un assistant de laboratoire de Robert Wilhelm Bunsen, perfectionne le bec bunsen, créé par Michael Faraday[17].
- Le chimiste allemand Friedrich Gaedcke (en) isole la cocaïne en réduisant des feuilles de coca et nomme cette substance « érythroxyline »[18].
- Heinrich Geissler réalise la première décharge luminescente dans un tube de Geissler[19].

## Publications
- James Bichens Francis : Lowell Hydraulic Experiments.
- James Gall : On improved monographic projections of the world.Présentation de la projection stéréographique de Gall.
- Matthew Fontaine Maury : Physical Geography of the Sea.
- Robert Remak : Untersuchungen über die Entwicklung der Wirbelthiere. Il affirme le premier, que toute cellule provient d'une autre cellule par division[20].

## Prix
- Médailles de la Royal Society
  - Médaille Copley : Jean Bernard Léon Foucault
  - Médaille royale : John Obadiah Westwood, John Russell Hind
- Médailles de la Geological Society of London
  - Médaille Wollaston : Henry De la Beche

## Naissances
- 1er janvier :

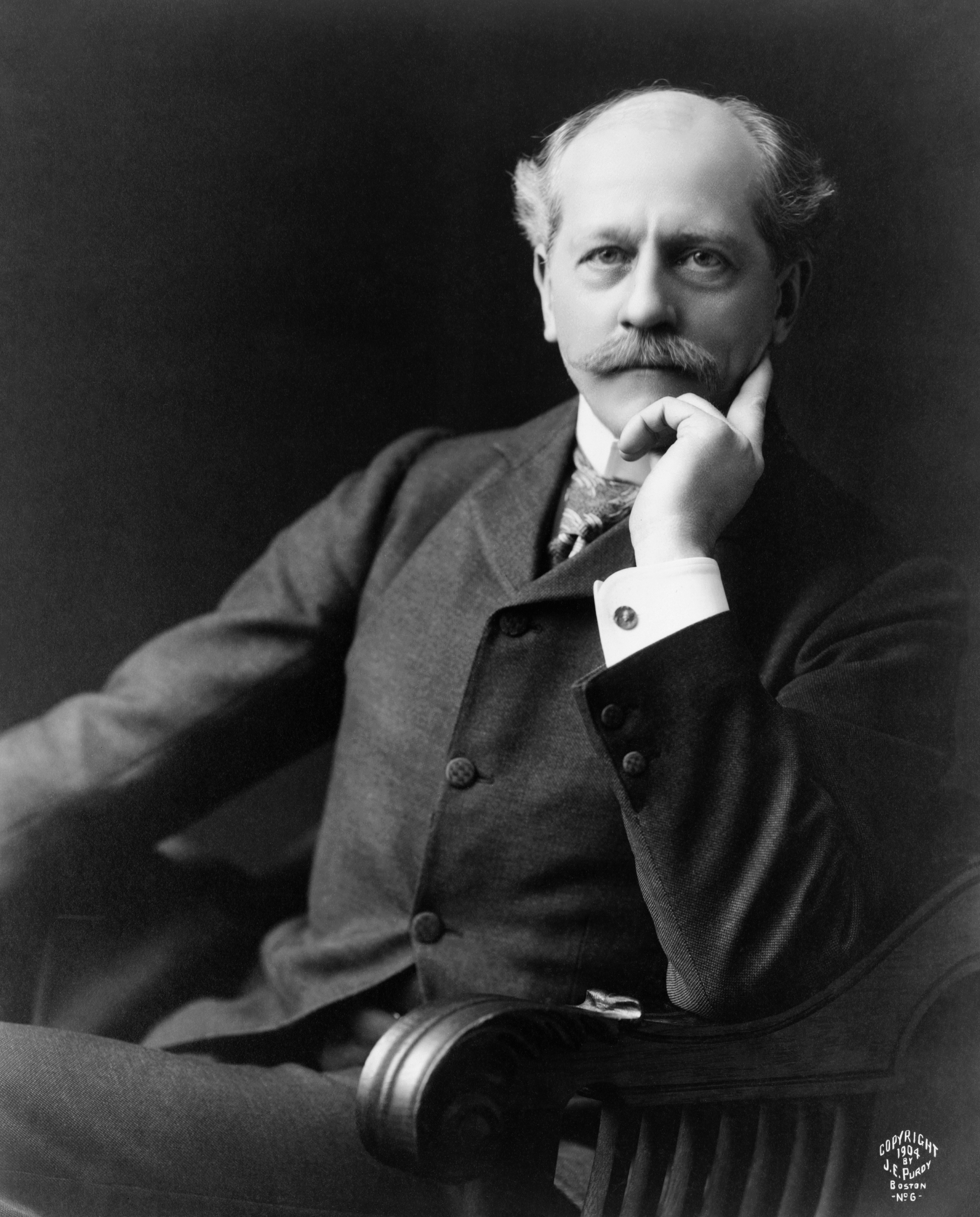
Percival Lowell

  - Édouard Doublet, astronome français.
  - James Ballantyne Hannay (mort en 1931), chimiste écossais.
- 22 janvier : Albert Neisser (mort en 1916), dermatologue allemand (gonocoque).
- 3 mars : Ludwig Heinrich Philipp Döderlein (mort en 1936), zoologiste et paléontologue allemand.
- 8 mars : Karl Immanuel Eberhard Goebel (mort en 1932), botaniste allemand.
- 13 mars : Percival Lowell (mort en 1916), astronome amateur américain.
- 30 mars : George Edward Bonsor Saint Martin (mort en 1930), peintre, archéologue et historien britannique.
- 14 mai : Wilhelm Friedrich Kohlrausch (mort en  1936), physicien allemand.
- 30 mai : Eugène Lagrange (mort en 1936), géologue et physicien belge.
- 20 juillet : Pierre Puiseux (mort en 1928), astronome français.
- 10 août : Hans Jacob Hansen (mort en 1936), zoologiste danois.
- 19 août : August Bernthsen (mort en 1931), chimiste allemand.
- 10 septembre : Robert Johann Koldewey (mort en 1925), architecte et archéologue allemand.
- 20 septembre : Arnold Netter (mort en 1936), médecin et biologiste français.
- 30 octobre : Heinrich Kiliani (mort en 1945), chimiste allemand.
- 22 décembre : Auguste Mouliéras, missionnaire et anthropologue français.

## Décès

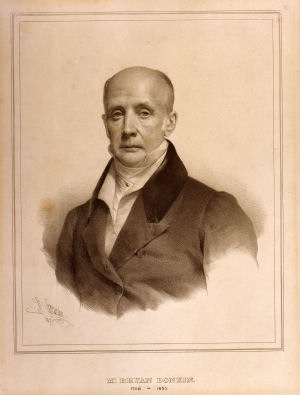
Bryan Donkin

- 15 janvier : Henri Braconnot (né en 1780), pharmacien militaire, botaniste et chimiste français.
- 1er février : Wilhelm Ludwig von Eschwege (né en 1777), géologue et géographe allemand.
- 14 mars : Edward Ffrench Bromhead (né en 1789), naturaliste et mathématicien irlandais.
- 25 mars : Franz Joseph Hugi (né en 1791), géologue et scientifique suisse.
- 13 avril : Henry de La Beche (né en 1796), géologue britannique.
- 15 avril : William John Bankes (né en 1786), explorateur, égyptologue et aventurier anglais.
- 8 ou 9 juillet : William Edward Parry (né en 1790), amiral de la Royal Navy, explorateur de l'Arctique et hydrographe.
- 7 octobre : François Magendie (né en 1783), médecin français.
- 6 décembre : William Swainson (né en 1789), ornithologue et artiste britannique.
- 12 décembre : Jean de Charpentier (né en 1786), géologue germano-suisse.